# Tourbière et coteaux de Cessières Montbavin
Tourbière et coteaux de Cessières Montbavin este o arie protejată (sit de importanță comunitară — SCI) din Franța întinsă pe o suprafață de 679 ha, integral pe uscat.

## Localizare
Centrul sitului Tourbière et coteaux de Cessières Montbavin este situat la coordonatele 49°32′43″N 3°30′54″E / 49.54528°N 3.515°E.

## Înființare
Situl Tourbière et coteaux de Cessières Montbavin a fost declarat arie specială de conservare în baza directivei 92/43 din 1992 referitoare la conservarea habitatelor naturale și a faunei și florei sălbatice pentru a proteja 8 specii de animale.

## Biodiversitate
Situată în ecoregiunea atlantică, aria protejată conține 18 habitate naturale: Pajiști uscate europene, Pajiști cu Molinia pe soluri calcaroase, turboase sau argilos-nămoloase (Molinion caeruleae), Liziere de ierburi înalte hidrofile de câmpie și de nivel montan până la alpin, Depresiuni pe substraturi de turbă de Rhynchosporion, Mlaștini alcaline, Pajiști uscate seminaturale și facies de acoperire cu tufișuri pe substraturi calcaroase (Festuco-Brometalia) (* situri importante pentru orhidee), Turbării active, Mlaștini calcaroase cu Cladium mariscus și specii de Caricion davallianae, Păduri pe pante, grohotișuri și ravene de Tilio-Acerion, Păduri acidofile de stejar bătrân cu Quercus robur pe câmpii nisipoase, Vegetație psamofilă uscată cu pășuni deschise de Corynephorus și Agrostis, Păduri aluvionare cu Alnus glutinosa și Fraxinus excelsior (Alno-Padion, Alnion incanae, Salicion albae), Mlaștini oligotrofe degradate, capabile încă de regenerare naturală, Mlaștini turboase de tranziție și turbării mișcătoare, Formațiuni ierboase bogate în specii de Nardus, dezvoltate pe substraturi silicioase în zone montane (și în zone submontane, în Europa continentală), Pajiști umede nord-atlantice cu Erica tetralix, Păduri de fag Asperulo-Fagetum, Mlaștini împădurite.
La baza desemnării sitului se află mai multe specii protejate:
- amfibieni (1): triton cu creastă (Triturus cristatus)
- mamifere (5): liliac cu urechi mari (Myotis bechsteinii), liliac cărămiziu (Myotis emarginatus), liliac comun (Myotis myotis), liliacul mare cu potcoavă (Rhinolophus ferrumequinum), liliacul mic cu potcoavă (Rhinolophus hipposideros)
- nevertebrate (2): fluturele purpuriu (Lycaena dispar), Vertigo moulinsiana

Pe lângă speciile protejate, pe teritoriul sitului au mai fost identificate 58 de specii de plante, 18 specii de păsări, 3 specii de amfibieni, 14 specii de mamifere, 16 specii de nevertebrate, 2 specii de reptile.